# Tom O'Bedlam
Tom O'Bedlam (titre original: Tom O'Bedlam) est un roman de science-fiction américain écrit par Robert Silverberg et paru aux États-Unis en juillet 1985 puis en français aux éditions Robert Laffont en mai 1986. Il a été nommé pour le prix Locus du meilleur roman de science-fiction 1986.

## Résumé
Dans des États-Unis grandement affaiblis et partiellement désertifiés par une guerre radioactive, un fou, Tom O’Bedlam, a des visions de civilisations extraterrestres. Bientôt, il ne va plus être le seul à recevoir ces visions, d’abord des gens dérangés mentalement, puis des gens parfaitement sains…

### Édition en langue originale
- Tom O'Bedlam, Donald I. Fine, juillet 1985, 320 p. (ISBN 0-917657-31-4)

### Éditions en langue française
- Tom O'Bedlam  (trad. de l'anglais par Patrick Berthon), Paris, Robert Laffont, coll. « Ailleurs et Demain » (no 99), mai 1986, 360 p. (ISBN 2-221-04905-5)
- Tom O'Bedlam  (trad. de l'anglais par Patrick Berthon), Paris, J'ai lu, coll. « Science-Fiction » (no 3111), octobre 1991, 384 p. (ISBN 2-277-23111-8) —  réédition en décembre 1992
- Tom O'Bedlam  (trad. Patrick Berthon), Le Livre de poche, coll. « Science-Fiction » (no 7222), avril 2000, 416 p. (ISBN 2-253-07222-2)